# Le Pélican (poème)
Pour les articles homonymes, voir Pelican.
Le Pélican est un poème d'Alfred de Musset, paru en 1835 dans le recueil La Nuit de Mai.

## Extrait
Quel que soit le souci que ta jeunesse endure,

Laisse-la s'élargir, cette sainte blessure

Que les séraphins noirs t'ont faite au fond du coeur ;

Rien ne nous rend si grands qu'une grande douleur 

Mais, pour en être atteint, ne crois pas, ô poète,

Que ta voix ici-bas doive rester muette.

Les plus désespérés sont les chants les plus beaux,

Et j'en sais d'immortels qui sont de purs sanglots.

Lorsque le pélican, lassé d'un long voyage,

Dans les brouillards du soir retourne à ses roseaux,

Ses petits affamés courent sur le rivage

En le voyant au loin s'abattre sur les eaux.

Déjà, croyant saisir et partager leur proie,

Ils courent à leur père avec des cris de joie

En secouant leurs becs sur leurs goitres hideux.

Lui, gagnant à pas lent une roche élevée,

De son aile pendante abritant sa couvée,

Pêcheur mélancolique, il regarde les cieux.

Le sang coule à longs flots de sa poitrine ouverte ;

En vain il a des mers fouillé la profondeur ;

L'océan était vide et la plage déserte ;

Pour toute nourriture il apporte son cœur.

Sombre et silencieux, étendu sur la pierre,

Partageant à ses fils ses entrailles de père,

Dans son amour sublime il berce sa douleur ;

Et, regardant couler sa sanglante mamelle,

Sur son festin de mort il s'affaisse et chancelle,

Ivre de volupté, de tendresse et d'horreur.

Mais parfois, au milieu du divin sacrifice,

Fatigué de mourir dans un trop long supplice,

Il craint que ses enfants ne le laissent vivant ;

Alors il se soulève, ouvre son aile au vent,

Et, se frappant le cœur avec un cri sauvage,

Il pousse dans la nuit un si funèbre adieu,

Que les oiseaux des mers désertent le rivage,

Et que le voyageur attardé sur la plage,

Sentant passer la mort se recommande à Dieu.

Poète, c'est ainsi que font les grands poètes.

Ils laissent s'égayer ceux qui vivent un temps ;

Mais les festins humains qu'ils servent à leurs fêtes

Ressemblent la plupart à ceux des pélicans.

Quand ils parlent ainsi d'espérances trompées,

De tristesse et d'oubli, d'amour et de malheur,

Ce n'est pas un concert à dilater le cœur ;

Leurs déclamations sont comme des épées :

Elles tracent dans l'air un cercle éblouissant ;

Mais il y pend toujours quelque goutte de sang.